# Буковец (Долж)
Буковец (рум. Bucovăț) — село у повіті Долж в Румунії. Входить до складу комуни Буковец.
Село розташоване на відстані 188 км на захід від Бухареста, 6 км на південний захід від Крайови.

## Населення
За даними перепису населення 2002 року у селі проживали 1474 особи, з них 1471 особа (99,8%) румунів. Усі жителі села рідною мовою назвали румунську.